# Estação Observatorio (Metrô de Cidade do México)
A Estação Observatorio é uma das estações do Metrô da Cidade do México, situada na Cidade do México, seguida da Estação Tacubaya. Administrada pelo Sistema de Transporte Colectivo, é uma das estações terminais da Linha 1.
Foi inaugurada em 10 de junho de 1972. Localiza-se na Estrada Minas de Arena. Atende os bairros Acueducto e Real del Monte, situados na demarcação territorial de Álvaro Obregón. A estação registrou um movimento de 27.732.577 passageiros em 2016.
A estação recebeu esse nome em referência a um observatório instalado em um palácio situado nas proximidades da estação. O observatório, inaugurado em 1908, foi incorporado à Universidad Nacional Autónoma de México (UNAM) no ano de 1929.
Atualmente, a Linha 12 está sendo expandida da Estação Mixcoac até a Estação Observatorio. As obras, realizadas pelo governo da Cidade do México por meio da Secretaría de Obras y Servicios, envolvem a construção de um túnel de 4,6 km, ao longo do qual serão construídas duas estações intermediárias, Valentín Campa e Álvaro Obregón. O governo da Cidade do México também pretende estender até a Estação Observatorio a Linha 9 a partir a Estação Tacubaya, além de construir um terminal do Trem Interurbano México-Toluca anexo à estação.